# میس (دهانه)
میس یک دهانه برخوردی در ماه‌ است.

## دهانه‌های اقماری
این دهانه ۳ دهانه اقماری دارد.
| Mees | عرض جغرافیایی | طول جغرافیایی | قطر          |
| ---- | ------------- | ------------- | ------------ |
| A    | ۱۵.۷° N       | ۹۵.۲° W       | ۳۶.۰ کیلومتر |
| Y    | ۱۵.۷° N       | ۹۶.۶° W       | ۸۵.۰ کیلومتر |
| J    | ۱۲.۳° N       | ۹۴.۷° W       | ۲۶.۰ کیلومتر |